# Stračka vyvýšená

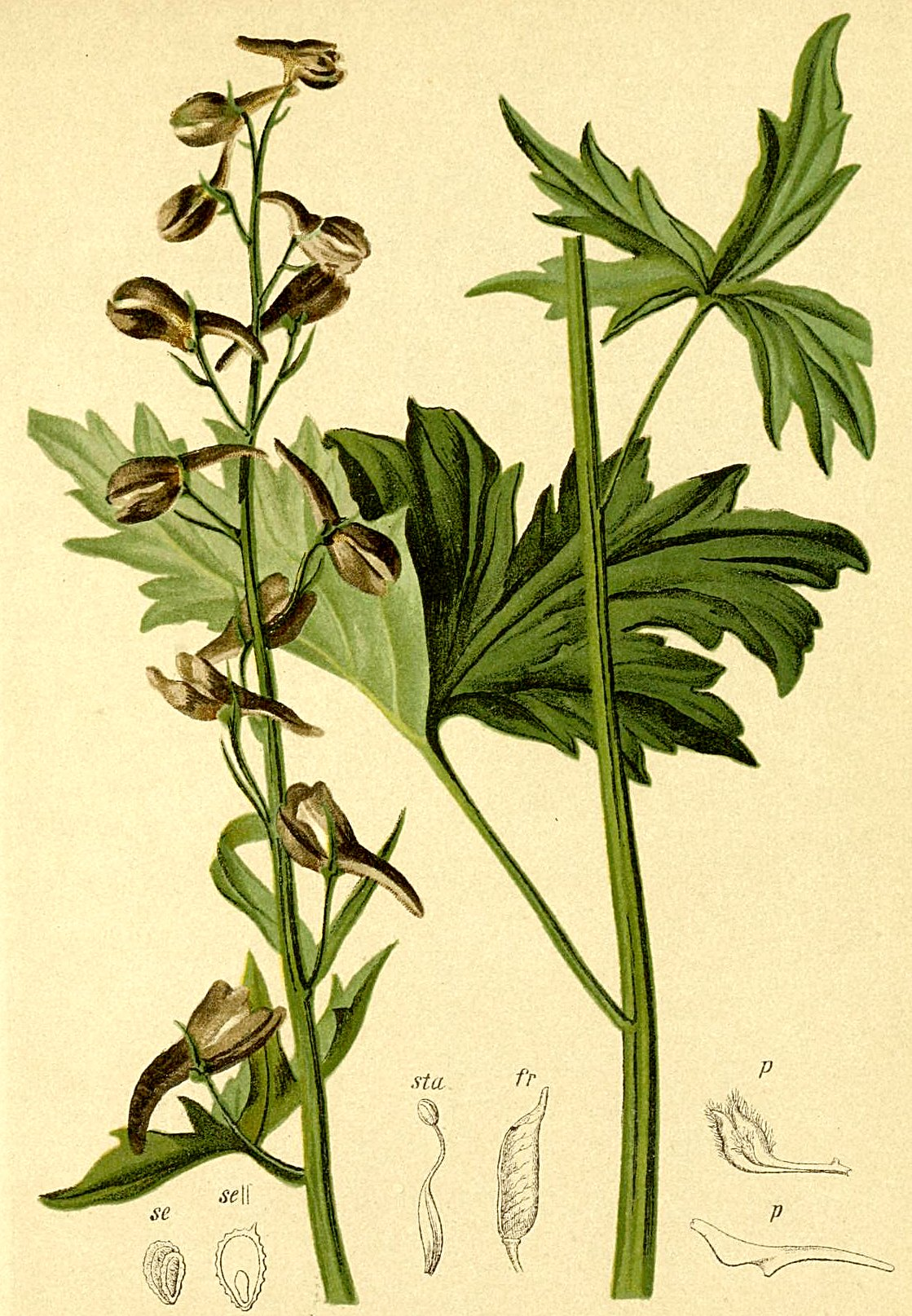
Zobrazeni stračky vyvýšené

Stračka vyvýšená (Delphinium elatum) je vysoká, horská, planě rostoucí, vytrvalá bylina kvetoucí v letních měsících modrofialovými nebo narůžovělými květy v dlouhém, hroznovitém květenství. Je původní a jediný druh ze širokého rodu stračka, který v české přírodě roste. Vyskytuje se ale vzácně a je považována za ohroženou postupným vymizením.

## Rozšíření
Rostlina je euroasijský druh, v Evropě roste disjunktivně, objevuje se hlavně v horách ve středu, na východě a jihu kontinentu a v Asii od Sibiře přes Střední Asii po Mongolsko a Čínu. Jako nepůvodní, zavlečená rostlina je také v přírodě Spojených států a Kanady. Vyskytuje se až do nadmořské výšky 3000 m.
V České republice je vázána na suprakolinní až subalpínské polohy v severních pohraničních horách, od Krkonoš přes Orlické hory a Králický Sněžník až po Hrubý Jeseník. Izolovaně roste v Českém ráji a jako zplanělý, nepůvodní druh i na Šumavě.

## Ekologie
Vlhkomilný hemikryptofyt rostoucí na vysokostébelných horských, hlubokých, alespoň na jaře zamokřených loukách a prameništích, podél potoků, na okrajích lesů, lesních mýtinách i ve vlhkých kosodřevinách. Vyskytuje se v Krkonoších až do 1300 m n. m. Kvete od července do srpna. Ploidie druhu je 2n = 32.

## Popis

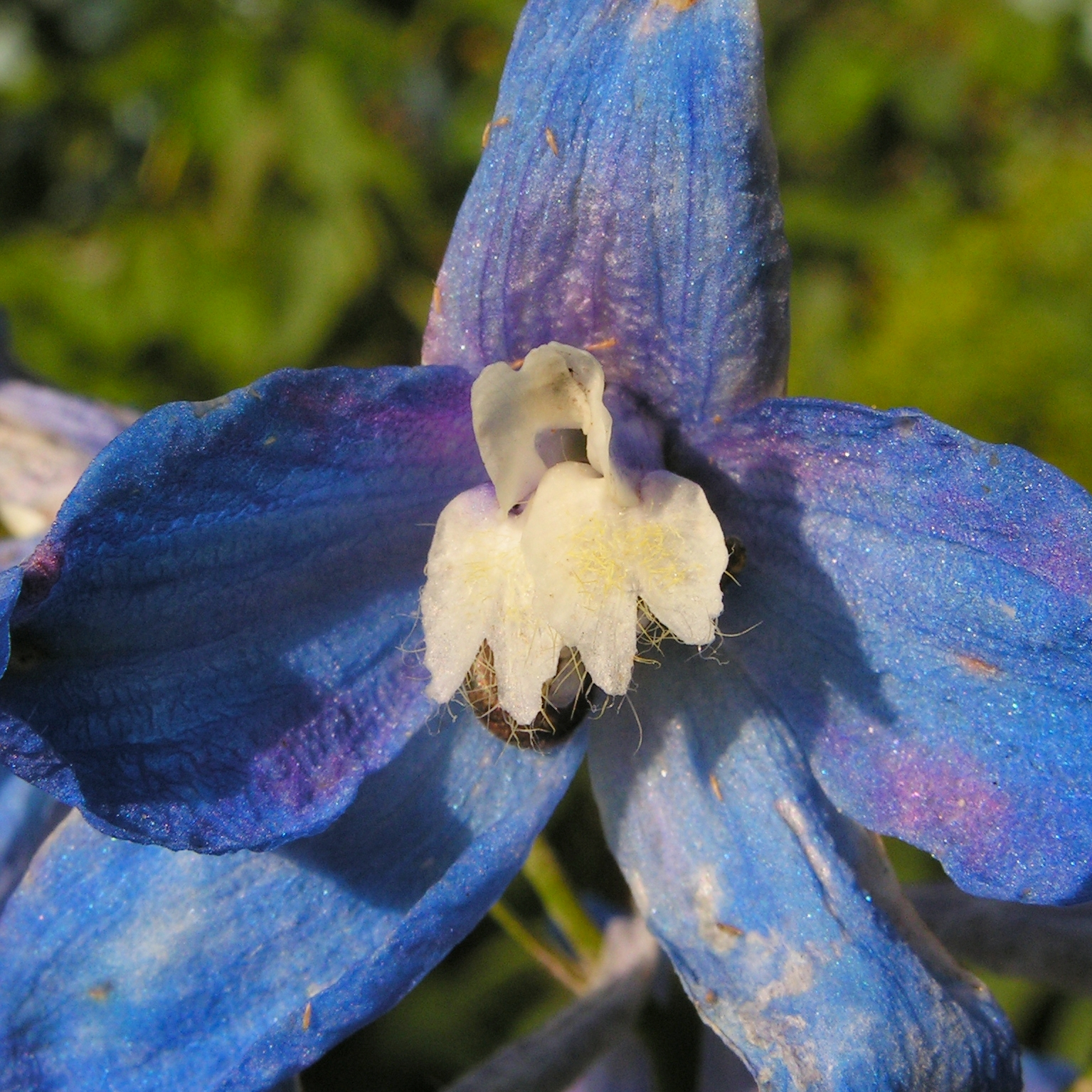
Květ s ostruhou a medníky

Vytrvalá bylina s lodyhou vysokou 50 až 150 cm (vzácně až 200 cm) vyrůstající z dřevnatějícího oddenku. Lodyha bývá jednoduchá, nevětvená, nebo se řídce větví až ve květenství. Je porostlá dlouze řapíkatými listy s pochvou a s okrouhlou až pětihrannou čepelí o velikosti 7 až 15 cm. Sytě zelená čepel bývá dlanitě pěti až sedmisečná a zubaté či laločnaté úkrojky mohou být až 2 cm dlouhé a 1 cm široké. Listy v horní části lodyhy jsou znatelně menší.
Na vrcholu lodyhy vyrůstá koncové hroznovité květenství o deseti až padesáti květy barvy světle až tmavě modré či nafialovělé, vzácně růžové či bílé. Květy s listeny a se stopkami s čárkovitými listenci mají pět okvětních lístků (někdy nazývané kališními) asi 2 cm dlouhých, horní nese ostruhu. V květu je více tyčinek s tmavými prašníky, tři pestíky a vespod čtyři tmavá, lístkovitá nektaria. Pro znesnadnění samoopylení dozrává v květu pyl dříve než dospějí blizny. Opylení zajišťuje hmyz.
Plod je třídílný, elipsoidní měchýřek asi 15 mm dlouhý a 5 mm široký s dlouhým zobánkem. Obsahuje černá, asi 2,5 mm dlouhá, křídlatá semena, která slouží k rozmnožování.

## Význam
Rostlina se někdy pěstuje jako trvalka v okrasných zahradách nebo pro řezané květy. Pro získání rozličně zbarvených květů (i dvoubarvých) byly vyšlechtěny různé kultivary nebo kříženci s jinými druhy, vznikly též s květy poloplnými nebo plnými. Pro získání kvalitních květů je vhodné odřezávat postranní výhony lodyhy a ponechat jen dva až tři hlavní. Po odkvětu se rostlina seřízne pod květenstvím a před zimou až u země. Vyšlechtění jedinci se pro zachování nových vlastností rozmnožují oddenkovými řízky získávanými na jaře. Celá rostlina obsahuje toxické alkaloidy, hlavně magnoflorin a delfelin, největší koncentrace je v semenech.

## Ohrožení
V české krajině je příležitost spatřit kvést stračku vyvýšenou velice sporá, stále více ubývá míst na kterých se ještě vyskytuje a na těch zachovalých průběžně klesají počty vykvétajících jedinců. Je proto považována "Vyhláškou MŽP ČR č. 395/1992 Sb. ve znění vyhl. č. 175/2006 Sb." a "Červeným seznamem cévnatých rostlin České republiky" za druh silně ohrožený (C2r, §2).

## Galerie

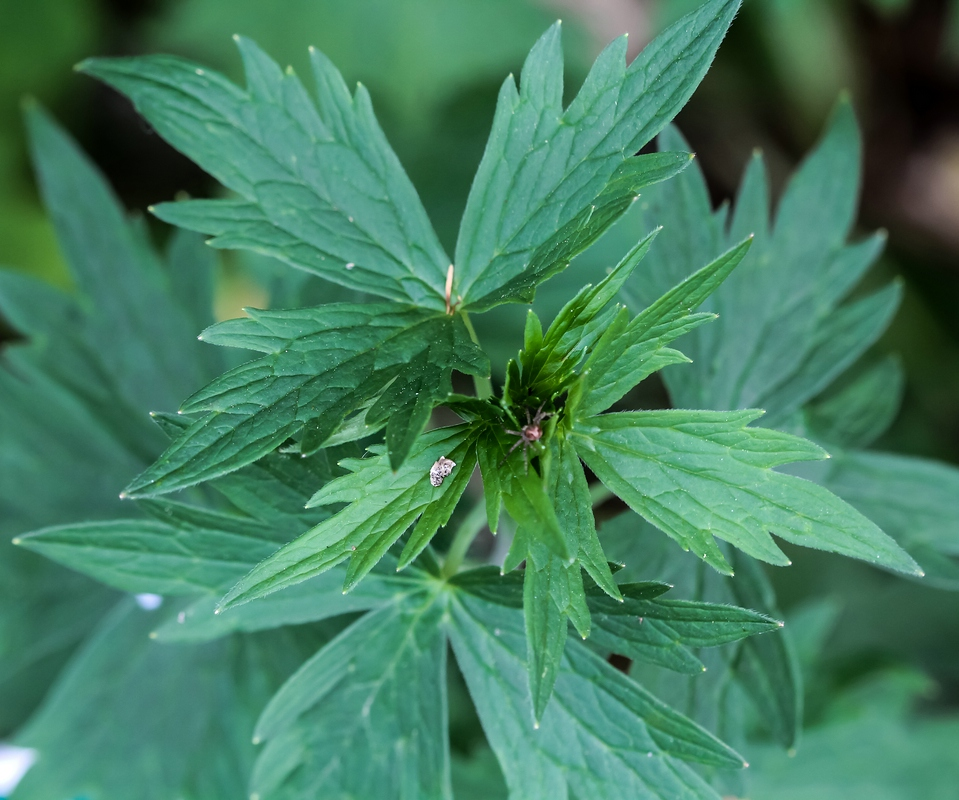
Listy
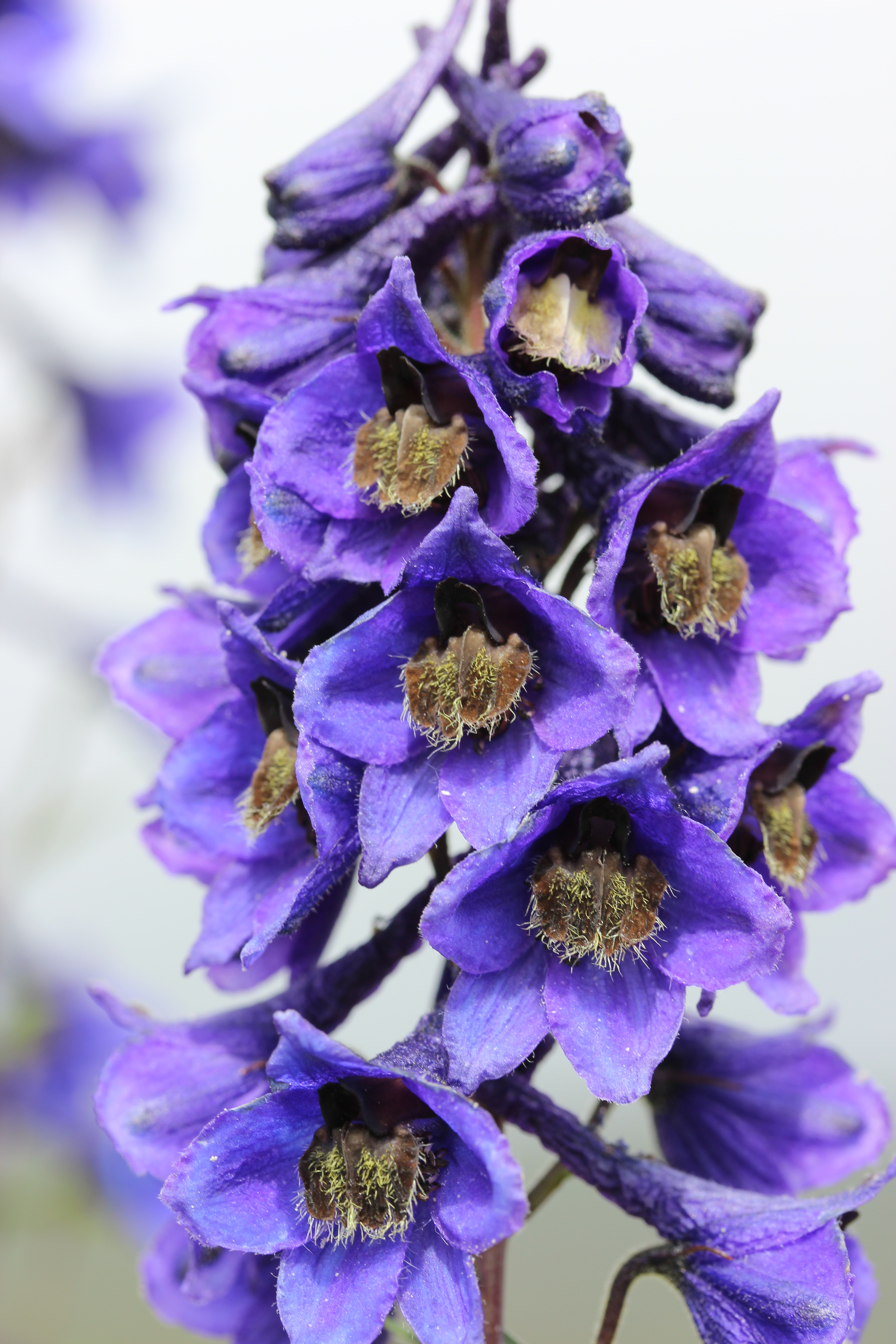
Husté květenství
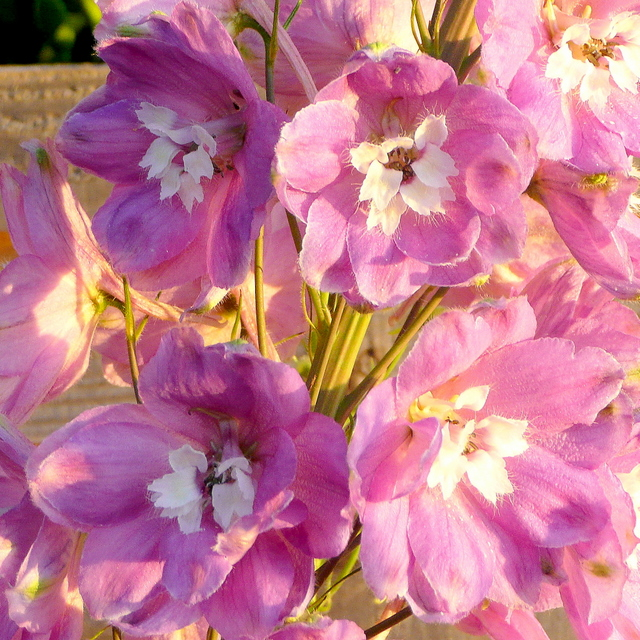
Růžová varieta
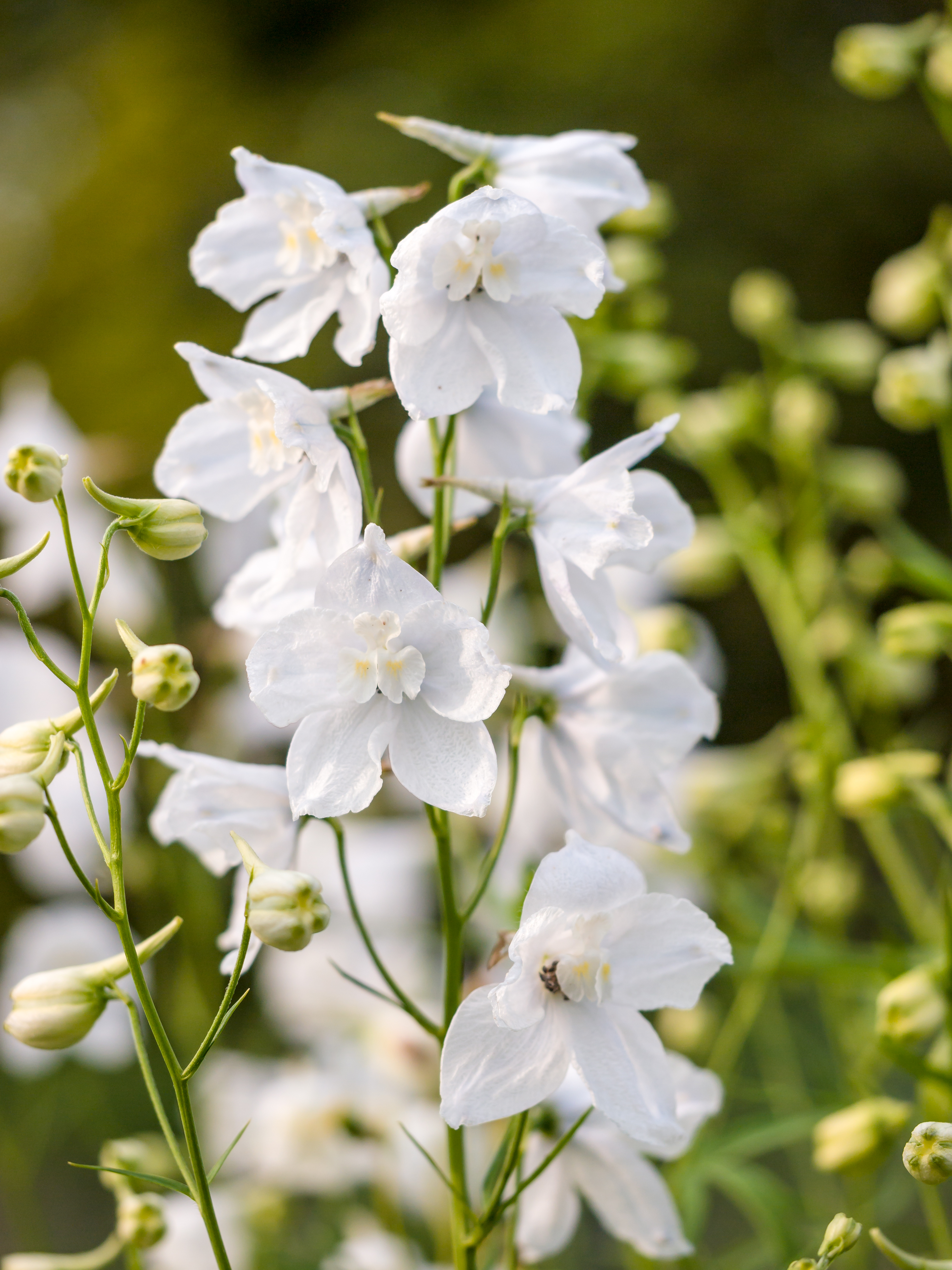
Bílá varieta
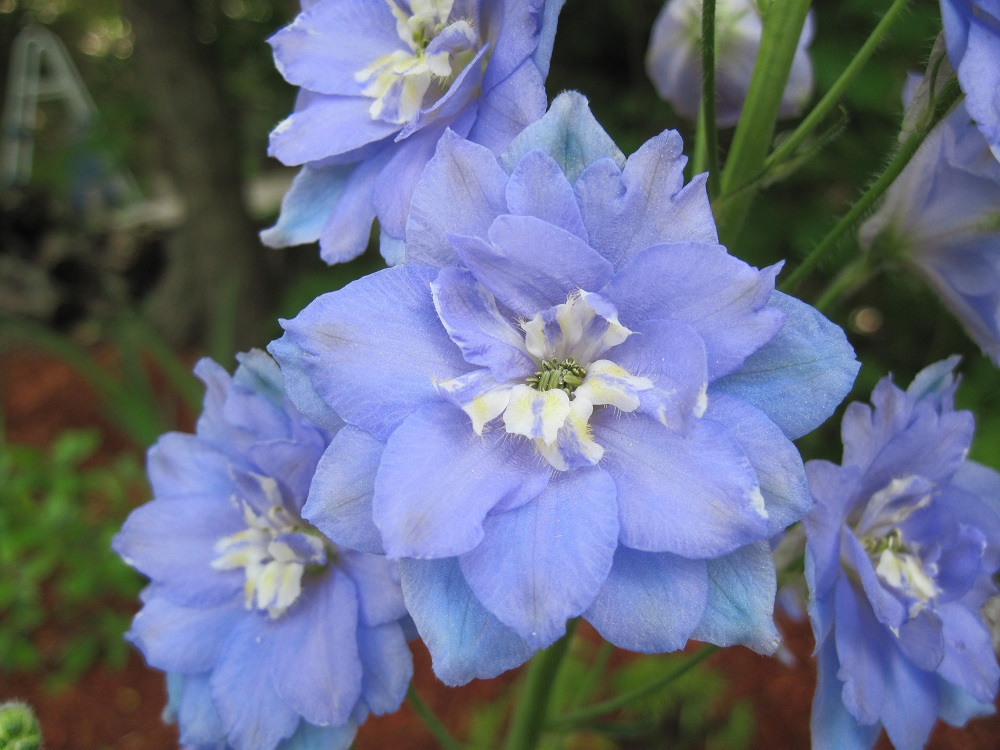
Poloplný květ